# Argyrus (catepan)
Argyrus sau Argyros (n. cca. 1000, Bari–d. 1068) a fost un nobil longobard, fiul lui Melus din Bari, din sudul Italiei, devenit ulterior general bizantin și catepan de Italia.
După înfrângerea tatălui său, care se răsculase împotriva dominației bizantine în sudul Italiei, în bătălia de la Cannae din 1018, Argyrus și mama sa au fost capturați de trupele bizantine și duși la Constantinopol ca prizonieri. După ce și-a încheiat perioada de detenție, în anul 1038 a revenit în Apulia, după care s-a înrolat în rândul trupelor bizantine care participau, sub comanda generalului George Maniakes, la recuperarea Siciliei de sub stăpânirea sarazinilor. Participanții normanzi și varegi la această expediție s-au îndepărtat de George Maniakes, iar longobarzii li s-au raliat și ei în 1039.
În 1040, longobarzii s-au răsculat din nou împotriva bizantinilor, bucurându-se de sprijinul mercenarilor normanzi și l-au asasinat pe catepanul de Italia, Nikefor Doukeianos. Evenimentele s-au succedat cu repeziciune. În martie al aceluiași an, răsculații au înregistrat o primă victorie, în bătălia de lângă Olivento, asupra noului catepan, Mihail Doukeianos. În 3 septembrie 1041, ei au reușit să îl înfrângă pe un alt catepan, Exaugustus Boioannes, căzut prizonier. În curând, lor li s-au adăugat longobarzii și normanzii din Melfi, conduși de Arduin. În februarie 1042, conducătorul nominal al răscoalei, principele Atenulf al IV-lea de Benevento, a defectat, fiind mituit de către greci, și înlocuit la comandă cu Argyrus. După câteva succese, Argyrus a trecut la rândul său de partea bizantinilor. Se presupune că el ar fi primit, ca și Atenulf, o sumă de bani din partea împăratului Constantin al IX-lea Monomahul, existând scrisori prin care basileul îi propunea aceasta, alături de titlul de catepan al Italiei. Argyrus s-a deplasat la Constantinopol, unde a primit titlul de "duce de Italia, Calabria, Sicilia și Paflagonia".
Atunci când răscoala antibizantină din Apulia a fost suprimată, bizantinii au urmat sfatul său de a încheia o alianță cu papalitatea, pentru a contrabalansa crescânda amenințare a normanzilor în regiune. Tot Argyrus a fost comandantul armatei bizantine, care a refuzat să se ralieze trupelor papale în momentul în care acestea erau înfrânte categoric de către normanzi în bătălia de la Civitate și în care papa Leon al IX-lea însuși a căzut captiv.
Argyrus a fost catepan până în anul 1058. Foarte puține date se cunosc asupra lui ulterioare acestei date. Se presupune că el ar fi murit în anul 1068 la Bari, Vieste sau Atella. Înainte de a muri, el a dăruit abației de la Farfa niște veșminte de mătase, care încă există.